# Шульговка (Петриковский район)
Шульговка (укр. Шульгівка) — село,
Шульговский сельский совет,
Петриковский район,
Днепропетровская область,
Украина.
Код КОАТУУ — 1223783801. Население по переписи 2001 года составляло 1191 человек .
Является административным центром Шульговского сельского совета, в который, кроме того, входят сёла
Плавещина,
Сорочино и
Судовка.

## Географическое положение
Село Шульговка находится в 3-х км от левого берега  Каменского водохранилища (река Днепр),
выше по течению примыкает к каналу Днепр — Донбасс,
ниже по течению на расстоянии в 2 км расположено село Судовка.
Примыкает к селу Сорочино.
Рядом проходит автомобильная дорога Т-0412.

## История
- Село Шульговка было основано в 30-40 годах XVIII века.

## Экономика
- Шульговское лесничество.
- ООО «Фаттория».

## Объекты социальной сферы
- Школа.
- Амбулатория.